# Mazaua
Mazaua, actualmente conocida como Limasawa, 
es el nombre de un puerto situado en las Islas Filipinas, donde Fernando de Magallanes y su Armada de Molucas,  flota formada por tres naos fondea, desde el día  28 de marzo hasta el 4 de abril de 1521.
Hasta el día de hoy no ha sido posible localizar el lugar, de modo que historiadores y científicos siguen buscando la ubicación exacta de dicha isla, según lo narrado en sus crónicas por el cronista vicentino Antonio Pigafetta.